# The Pierces
The Pierces – amerykański, założony w Los Angeles zespół, składający się z sióstr Alison i Catherine Pierce. Są one znane głównie ze swojej piosenki „Secret”, która znajduje się w intro popularnego serialu  Słodkie kłamstewka (Pretty Little Liars).

## Wczesne życie
Allison Margaret Pierce (urodzona 22 lipca 1975) i Catherine Eleanor Pierce (urodzona 12 września 1977) pochodzą z Birmingham, w stanie Alabama. Jako małe dziewczynki często podróżowały i otrzymywały edukację domową od rodziców-hipisów. Ich ojciec grał na gitarze w różnych zespołach, podczas gdy ich matka była artystką. Wystawione na działanie muzyki i sztuki w tak młodym wieku, siostry Pierce dorastały, słuchając grup Joni Mitchell i Simon & Garfunkel. Jako dzieci, były zachęcane by odkrywać swoją kreatywność, w wyniku czego występowały na imprezach, weselach i w kościołach. Alison zaczęła tańczyć w wieku trzech lat i nadal obie są tancerkami baletu.

## Kariera muzyczna

### 2000 – 2005:The PiercesiLight of the Moon
Gdy uczęszczały do Uniwersytetu Auburn ,ich przyjaciel wysłał nagranie z muzyką sióstr do firmy nagraniowej w Nashville. Z czasem to przełożyło się na ich debiutancki album The Pierces (2000). Zawierał nuty muzyki folk i alternatywnej. W wywiadzie w 2004 roku Allison Pierce przyznała, że album nie zyskał popularności. Allmusic stwierdziło iż jest to wina „słabego wsparcia ze strony wytwórni”.
10 sierpnia 2005 roku został wydany ich drugi album Light of the Moon przez wytwórnię Universal. Album został wyprodukowany przez Briana Sperbera i zawierał 11 utworów, które siostry Pierce napisały same albo były współautorkami.

### 2007 – 2010:Thirteen Tales of Love and Revenge
20 marca 2007 roku ich trzeci album Thirteen Tales of Love and Revenge został wydany w Stanach Zjednoczonych przez Rogera Greenawalt. Album został bardzo dobrze oceniony, szczególnie za singiel „Boring”, który parodiuje świat celebrytów. Nagranie ma bardziej mroczny, ostry styl, czasami wykorzystując nietypowe instrumenty takie jak akordeon, fagoty, sitary, skrzypce, harfy, czy gitarę hawajską. To zdefiniowało ogromne zmiany w kierunku rozwoju zespołu, dotychczas znanego jako folk-rockowa grupa.
W wywiadzie dla „Rolling Stone”, po tym, jak zostały one przedstawione jako Rolling Stone Breaking Artist, powiedziały, że ten album „był ich ostatnią szansą”. W rezultacie, „po prostu poszły na to, bawiąc się dobrze”.
W październiku 2007 roku, The Pierces wystąpiły na stacji CW w serialu Plotkara, w odcinku „The Handmaiden's Tale”, grając swoje utwory „Secret” i „Three Wishes”. Pojawiły się ponownie w odcinku „Hi, Society”, grając te same dwie piosenki.
21 sierpnia 2008, piosenka „Secret” pojawiła się w zwiastunie serialu Dexter. W maju 2009 roku holenderski kanał telewizyjny NET 5 wykorzystał „Secret” w zwiastunie do swoich seriali fantasy Czarodziejki i Zaklinacz Dusz. Utwór został również zagrany w końcowych napisach w filmie ExTerminators.

### 2010 – 2012:You & I
Dnia 30 maja 2011 roku, został wydany czwarty album sióstr, You & I, zawierając cztery nowe single: „Love You More”, „You'll Be Mine”, „Glorious” i „It will not be Forgotten”, wypuszczonych przez firmę Polydor Records. Jednakże, posiadając wytwórnię w Wielkiej Brytanii i w konsekwencji skupiając się na zwiększeniu tam swojej popularności, dopiero na drugim stopniu stawiają karierę w USA.
Wyruszyły w swoją pierwszą oficjalną trasę koncertową w czerwcu 2011 roku, z zespołem Delta Maid i Alice Gold jako support. Koncerty miały miejsce:  7 czerwca – The Pleasance (Edynburg (Szkocja), 8 czerwca – Rescue Rooms (Nottingham), 9 czerwca – The Cockpit (Leeds), 11 czerwca – The Ruby Lounge (Manchester), 12 czerwca – HMV Institute (Birmingham), 13 czerwca – Thekla (Bristol), 14 czerwca – Bush Hall (Londyn).
Siostry The Pierces zagrały także na festiwalu Glastonbury w czerwcu 2011 roku.
The Pierce grały jako support zespołu Coldplay na festiwalu iTunes w lipcu 2011 roku, który miał miejsce w czasie 36 urodzin Alison. Druga, znacznie większa trasa koncertowa po Wielkiej Brytanii odbyła się w październiku 2011 roku, z Marcusem Foster jako support. 11 września 2011 roku duet ogłosił za pośrednictwem Twittera , że ich następnym singlem w UK z albumu You & I będzie „Kissing You Goodbye”, który został wydany 23 października. The Pierces ponownie było supportem dla Coldplay podczas ich trasy po Ameryce Północnej w kwietniu i maju 2012 roku. Pojawiły się one w Edmonton, Calgary, Vancouver, Portland, Seattle, San Jose i Los Angeles.

### 2012 – 2015:Creation
Catherine Pierce odkryła w sierpniu 2013 roku na Twitterze, że ich nowy album ukaże się na początku 2014. Piosenka „We Are Stars” została zagrana w serialu stacji CW Piękna i Bestia w odcinku „Any Means Possible”.
31 stycznia 2014 roku zespół potwierdził na Twiterze, że ich nowy album będzie nazywał się Creation i opublikował wideo z pierwszym singlem, „Kings”. Piosenka „Believe in Me” została wydana pod koniec marca jako drugi promujący utwór. 12 kwietnia 2014 roku, uzyskała ona 66 miejsce w rankingu UK Top 100. Premiera oficjalnego teledysku dla „Kings” miała miejsce 22 maja na Vevo. Album został wydany 1 września 2014 roku.

### 2015 – obecnie
19 sierpnia 2015 roku The Pierces poinformowała na oficjalnym Facebooku zespołu, że postanawiają na jakiś czas przerwać działalność, by zając się solowymi projektami.

## Członkowie
- Allison Pierce: wokal i gitara akustyczna
- Catherine Pierce: wokal i perkusja

## Dyskografia

### Albumy
- The Pierces (2000)
- Light of the Moon (2004)
- Thirteen Tales of Love and Revenge (2007)
- You & I (2011)
- Creation (2014)

### EP (minialbumy)
- Love You More EP (2010)
- You'll Be Mine EP (2011)
- London 2011 (2011)

### Single
- „The Way” (2000)
- „A Way to Us” (2004)
- „Boring” (2007)
- „Sticks and Stones” (2007)
- „Secret” (2007)
- „You'll Be Mine” (2011)
- „Glorious” (2011)
- „It Will Not Be Forgotten” (2011)
- „Kissing You Goodbye” (2011)
- „I Put Your Records On” (2012)
- „Kings” (2014)
- „Believe in Me” (2014)
- „Creation” (2014)
- „The Devil is a Lonely Night” (2014)